# Nizas (Gers)
Nizas é uma comuna francesa na região administrativa de Occitânia, no departamento de Gers. Estende-se por uma área de 4,16 km². Em 2010 a comuna tinha 151 habitantes (densidade: 36,3 hab./km²).